# Сунчане скале
„Сунчане скале“ (в превод: „Слънчеви скали“) е музикален фестивал, провеждан ежегодно в град Херцег Нови, Черна гора.
Организиран е за пръв път през 1994 година. Не се провежда през 1999 година заради бомбардировките над Съюзна република Югославия. Спрян е поради финансови причини от 2016 г.
Фестивалът трае 3 дни. През първия ден се връчват награди на певци, спечелили в определена категория. Следващият ден е отреден за изява на млади таланти и протича под слогана „Нове звијезде“. Последният ден е конкурсен и тогава става ясна избраната Песен на лятото.

## Победители
Победители от самото начало на фестивала (ден трети) са:
- Мая Николич – „Баш сам се заљубила” (1994)
- Филип Жмахер – „Молитва“ (1995)
- Леонтина Вукоманович – „Једна од сто” (1996)
- Зорана Павич – „Хоћу да умрем док ме волиш” (1997)
- Владо Георгиев – „Ако икад остарим“ (1998)
- Тифа и Макадам – „Ево има година“ (2000)
- Ивана Банфич – „Сад је касно” (2001)
- Тияна Дапчевич – „Негатив“ (2002)
- Боян Марович – „Теби је лако” (2003)
- Романа Пания – „Никад ја заувијек” (2004)
- Горан Каран – „Ружо моја била” (2005)
- Милена Вучия – „Да л' она зна” (2006)
- Лейла Хот – „Суза стихова“ (2007)
- Александра Бучевац – „Остани“ (2008)
- Калиопи и Наум Петрески – „Рум дум дум“ (2009)
- Дадо Топич и Анита Попович – „Говоре мојим гласом анђели” (2010)
- Qpid – „Under the radar” (2011)
- J-DA – „Gel gel” (2012)
- Тешка индустрија и Кемал Монтено – „Мајске кише” (2013)